# Вопросы экономики
«Вопро́сы эконо́мики» — советский и российский ежемесячный теоретический и научно-практический журнал общеэкономического содержания. Основан в 1929 году под названием «Проблемы экономики».
В издании публикуются статьи, посвященные теоретическим и практическим экономическим проблемам.
Основные тематические разделы журнала: экономическая теория; профессиональный анализ хода экономических преобразований в России; денежно-кредитная, инвестиционная и структурная политика; социальная сфера; региональная экономика; аналитическая и статистическая информация о состоянии различных отраслей и секторов рынка; экономика предприятия, проблемы собственности, корпоративного управления, малого бизнеса; мировая экономика; экономическая история и др.
Награждён орденом Трудового Красного Знамени (1979). Редакция журнала находится в Москве.

## Главные редакторы

### Журнал «Проблемы экономики»
- В. П. Милютин (1930—1932)
- К. С. Бутаев (1932—1935)
- Г. И. Крумин (1935—1938)
- д.э.н. Б. Л. Маркус (1938—1941)

### Журнал «Вопросы экономики»
- акад. К. В. Островитянов (1948—1954)
- д.э.н. П. А. Белов (1954—1957)
- член-корр. РАН Л. М. Гатовский (1957—1965)
- акад. Т. С. Хачатуров (1965—1988)
- д.э.н. Г. Х. Попов (1988—1991)
- акад. Л. И. Абалкин (1992—2011)
- к.э.н. А. Я. Котковский (и. о. с 2011)

## Редакционная коллегия
В состав редколлегии входят: к.э.н. О. И. Ананьин, член-корр. РАН Р. С. Гринберг, акад. Н. И. Иванова, Х. Канамори (Япония), Г. Колодко (Польша), к.э.н. Я. И. Кузьминов, Ли Конг (Китай), д.э.н. В. А. Мау, акад. А. Д. Некипелов, д.э.н. Р. М. Нуреев, д.э.н. Г. Х. Попов, С. Н. Попов (ответственный секретарь), д.э.н. Вад. Вал. Радаев, д.филос.н. А. Я. Рубинштейн, Л. Чаба (Венгрия), М. Эллман (Нидерланды), М. Эмерсон (Бельгия), д.э.н. Е. Г. Ясин.

## Индексы журнала
С 2007 года журнал включён в список научных журналов ВАК Минобрнауки России по следующим специальностям:
- 08.00.01 Экономическая теория
- 08.00.05 Экономика и управление народным хозяйством
- 08.00.10 Финансы, денежное обращение и кредит
- 08.00.14 Мировая экономика

Журнал индексируется в Web of Science (индекс Emerging Sources Citation Index).